# Alloli-Kansoli, Khanapur
Alloli-Kansoli là một làng thuộc tehsil Khanapur, huyện Belgaum, bang Karnataka, Ấn Độ.